# Drepanopterula
Drepanopterula là một chi bướm đêm thuộc họ Geometridae.